# Kalanaur, Punjab
Kalanaur är en ort i Indien.   Den ligger i distriktet Gurdaspur och delstaten Punjab, i den norra delen av landet, 400 km nordväst om huvudstaden New Delhi. Kalanaur ligger 259 meter över havet och antalet invånare är 13 671.
Terrängen runt Kalanaur är mycket platt. Runt Kalanaur är det tätbefolkat, med 530 invånare per kvadratkilometer. Närmaste större samhälle är Dhāriwāl, 17,5 km öster om Kalanaur. Trakten runt Kalanaur består till största delen av jordbruksmark.